# Калетник, Григорий Николаевич
Григорий Николаевич Калетник (укр. Григорій Миколайович Калетнік; род. 2 мая 1949, Клембовка) — народный депутат Украины, председатель Винницкого облсовета и областной государственной администрации в 1998—2005 годах. Ректор Винницкого национального аграрного университета (от марта 2010), профессор, доктор экономических наук, член корреспондент УААН.

## Биографические сведения
Родился 2 мая 1949 года в селе Клембовка, Ямпольский район, Винницкая область; украинец; отец Николай Антонович (1922—1997); мать Прасковья Самойловна (1923); жена Галина Васильевна (1946); сын Игорь (1972) — юрист; дочь Елена (1977).
Образование: Украинская сельскохозяйственная академия (1966—1971), инженер-механик, «Механизация сельского хозяйства»; Украинский государственный университет пищевых технологий (1998), инженер-экономист, «Менеджмент в производственной сфере»; кандидатская диссертация «Использование бактериальной закваски „Литосил“ при силосовании кукурузы и свекольного жома» (Всесоюзная академия сельскохозяйственных наук, 1990).
С октября 1971 года — главный инженер, колхоз им. Калинина, с. Пороги Ямпольского района. С февраля 1973 года — главный инженер управления сельского хозяйства Ямпольского райисполкома. С октября 1975 года — руководитель объединения «Сельхозтехника» Ямпольского района. С ноября 1979 года — председатель колхоза с. Большая Косница Ямпольского района. С ноября 1989 года — председатель агропромышленного объединения Ямпольского района. С апреля 1992 года — представитель Президента Украины в Ямпольском районе. С ноября 1994 года — генеральный директор Винницкого НПО «Элита» государственной областной сельскохозяйственной станции. С октября 1996 года — генеральный директор Винницкого областного государственного объединения спиртовой и ликеро-водочной промышленности «Подольеспирт». 21 апреля 1998 — апрель 2002 — председатель Винницкого облсовета. 8 июня 2004—12 января 2005 — председатель Винницкой облгосадминистрации. Был членом НДП (с марта 1996); член Политсовета НДП (с ноября 1998); член Политсовета СДПУ(о) (с апреля 2005). Член Национального совета по согласованию деятельности общегосударственных и региональных органов и местного самоуправления (с декабря 2000).
Народный депутат Украины 4-го созыва 04.2002—04.06, избирательный округ № 15 Винницкой области, выдвинут блоком «За единую Украину!». За 34,78 %, 11 суперн. На время выборов: председатель Винницкого облсовета, член НДП. Член фракции «Единая Украина» (май — июнь 2002), член группы «Европейский выбор» (июнь 2002 — октябрь 2003), внефракционный (октябрь 2003 — февраль 2004), член фракции СДПУ(о) (февраль 2004 — декабрь 2005), член фракции Партии регионов «Регионы Украины» (с декабря 2005), член Комитета по вопросам бюджета (с июня 2002).
Народный депутат Украины 5-го созыва с апреля 2006 от Партии регионов, № 142 в списке. Председатель подкомитета контроля за использованием бюджетных средств Комитета по вопросам бюджета (с июля 2006), член фракции Партии регионов (с мая 2006).
С июля 2009 года Григорий Калетник исполнял обязанности ректора Винницкого аграрного университета. 19 марта 2010 года 210 делегатов конференции трудового коллектива Винницкого национального аграрного университета избрали Григория Николаевича Калетника новым ректором.
Государственный служащий 1-го ранга (февраль 1999).
В 2012 году голосовал за законопроект Кивалова-Колесниченко «Закон об основах государственной языковой политики».
На выборах в Верховную раду 2012 года кандидат в народные депутаты в округе № 18.

## Скандалы
Летом 2013 года руководство и студенты Винницкого национального аграрного университета, президентом которого и бывшим ректором является Григорий Калетник, систематически совершали нападения и препятствовали активистам кампании в защиту ВНО и журналистам. Активисты движения «Отпор» в рамках этой кампании распространяли листовки против законодательных инициатив, в частности Григория Калетника, которыми роль ВНО должна быть нивелирована.

## Награды
- Заслуженный экономист Украины (май 2004)[4].
- Государственная премия Украины в области науки и техники 2011 года — за работу «Система использования биоресурсов в новейших биотехнологиях получения альтернативных топлив» (в составе коллектива)[5]
- Орден «За заслуги» ІІ степени (2012)[6]
- Орден «За заслуги» ІІІ степени (2009)[7]